# Mineralwells
Mineralwells és una concentració de població designada pel cens dels Estats Units a l'estat de Virgínia de l'Oest. Segons el cens del 2000 tenia 1.860 habitants.

## Demografia
Segons el cens del 2000, Mineralwells tenia 1.860 habitants, 674 habitatges, i 552 famílies. La densitat de població era de 451,7 habitants per km².
Dels 674 habitatges en un 42% hi vivien nens de menys de 18 anys, en un 68,8% hi vivien parelles casades, en un 10,7% dones solteres, i en un 18% no eren unitats familiars. En el 15% dels habitatges hi vivien persones soles el 4,2% de les quals corresponia a persones de 65 anys o més que vivien soles. El nombre mitjà de persones vivint en cada habitatge era de 2,76 i el nombre mitjà de persones que vivien en cada família era de 3,03.
Per edats la població es repartia de la següent manera: un 29% tenia menys de 18 anys, un 7,7% entre 18 i 24, un 30% entre 25 i 44, un 26,3% de 45 a 60 i un 7% 65 anys o més.
L'edat mediana era de 35 anys. Per cada 100 dones de 18 o més anys hi havia 94,3 homes.
La renda mediana per habitatge era de 42.083 $ i la renda mediana per família de 44.188 $. Els homes tenien una renda mediana de 39.609 $ mentre que les dones 22.026 $. La renda per capita de la població era de 19.100 $. Entorn del 4,2% de les famílies i el 9% de la població estaven per davall del llindar de pobresa.

## Poblacions properes
El següent diagrama mostra les poblacions més properes.